# Ernst Wilhelm Ackermann
Ernst Wilhelm Ackermann (* 14. Oktober 1821 in Königsberg (Preußen); † 14. Juni 1846 in Neapel) war ein deutscher Theologe und Dichter der Spätromantik.

## Leben
Ackermanns Vater Wilhelm August Ackermann wurde 1827 durch den Direktor Friedrich August Göring als Lehrer an das Katharineum zu Lübeck berufen, wo er der Tradition entsprechend als jüngster Lehrer auch die Leitung der Stadtbibliothek übernahm.
Der Sohn Ernst Wilhelm wurde 1832 Schüler des Katharineums und beendete die Schule Ostern 1840. Er hielt für die Schüler seines Jahrgangs auf der Abschlussfeier die Rede über Schillers Don Karlos. Bereits während seiner Schulzeit hatte er neben metrischen Übersetzungen englischer wie griechischer Dichter auch erste eigene poetische Arbeiten gefertigt. 
Ackermann begann das Studium der Theologie an der Universität Leipzig und wechselte nach drei Semestern im Herbst 1841 an die Universität Berlin. Dort traf er den für ihn schicksalhaften Freundeskreis um den Schweizer Studenten Jacob Burckhardt, der zuvor an der Universität Bonn die Verlobten Johanna und Gottfried Kinkel und deren Maikäferbund kennengelernt hatte. Gemeinsam mit Carl Remigius Fresenius und Willibald Beyschlag war er in den Maikäfer aufgenommen worden. Beyschlag und Burckhardt gründeten nach dem Studienortwechsel in Berlin mit den Brüdern Eduard und Hermann Schauenburg eine Filiale des Maikäfers, Mau genannt. Ackermann wurde Mitglied dieses Zusammenschlusses. Die Freunde waren von ihm und seiner Persönlichkeit beeindruckt. Beyschlag setzte sich mit Ackermann auseinander während er Burckhardt so unheimlich war, dass dieser ihn wie andere auch eher mied und Beyschlag gegenüber auf einem der nächtlichen Heimwege auf der Brücke am Schiffbauerdamm resümierte „Wir werden einmal sagen, daß wir ihn gekannt haben.“ Vom Vorabend seines Abschieds im August 1843 hat sich eine eindrucksvolle Schilderung des Brandes der Staatsoper Unter den Linden in einem Brief an seinen Vater in Lübeck erhalten. Im Herbst 1843 trafen Beyschlag und Ackermann in Bonn ein und Ackermann wurde dort Mitglied des Maikäfers. Kinkel beschreibt: 
„Ackermann war ein Fänomen. Obwohl Theologe, hatte er einen extremen, wilden Pantheismus in sich ausgebildet, dessen Profet er auch in seinen Schriften wurde. Diese Schriften bestanden in fantastischen Novellen und Märchen, die auf die sonderbarste Weise den farbenklarsten Realismus mit einer nebelhaften Geisterwelt vereinigten: Sollte ich ein wenigstens gewissermaßen verwandtes Beispiel aus der Literatur beibringen, so möchte ich noch am ersten an Hoffmanns bessere Erzählungen erinnern, nur daß bei Ackermann weit wilder der Kampf und Schmerz unserer Gegenwart tobte.“
Durch das Stiftungsfest des Maikäfers 1844 blieb Ackermann seinen Freunden als Schwärmer in Erinnerung, der aus seinen Märchen las. 
Schon kurz darauf reiste er über die Schweiz nach Italien, das er bis hinunter nach Sizilien bereiste. Auf dem Rückweg verfiel er in Rom leidenschaftlich einer verheirateten Frau. Zwar kehrte er 1845 zunächst nach Lübeck zurück, es zog ihn jedoch zurück nach Italien. Sein Berliner Lehrer Raupach vermittelte ihm eine Erzieherstelle bei einer reichen russischen Familie, die in Italien lebte. Den Winter 1845 war er in Rom und Florenz. 1846 zog es ihn im März nach Neapel, wo er im Juni einem typhosen Fieber erlag. Burckhardt, der ihn in Neapel noch treffen wollte, kam vier Tage zu spät. Er widmete Ackermann das Gedicht In Neapel. Ackermann wurde auf dem Cimitero degli Inglesi (Neapel) (Cimitero acattolico di Santa Maria delle Fede) begraben.

## Werke
- Aus dem poetischen Nachlasse von Ernst Wilhelm Ackermann.  Herausgegeben vom Vater des Verewigten. Vorwort von Ernst Raupach. Leipzig : Reichenbach, 1848.